# Coupe de Brygos de Wurtzbourg
La coupe de Brygos de Wurtzbourg est un kylix céramique à figures rouges de l'Attique datant de 480 av. J.-C. Il fut fait par un potier de Brygos et décoré par le Peintre de Brygos.

## Description
À part un éclat sur une poignée, la coupe est intacte. C'est un travail particulièrement réussi du type B, qui a été plus de cent ans un Leitform dans la production de bol attique. C'est un travail particulièrement réussi du type B, une forme qui a dominé pendant plus de cent la production de bol attique. Les contours du vase sont élaborés parfaitement du pied au bord du bol. Le potier Brygos laissa sa signature en lettres délicates à l'intérieur de la poignée gauche, qui reste intacte. Le bol a une hauteur de 14 centimètres et un diamètre de 32,2 cm. Il faisait partie de la collection Feoli, il fait aujourd'hui partie de la collection des antiquités du Martin von Wagner Museum et porte le numéro d'inventaire HA 428 (= L 479).
Les chercheurs débattent si le peintre du vase et le potier sont la même personne. 

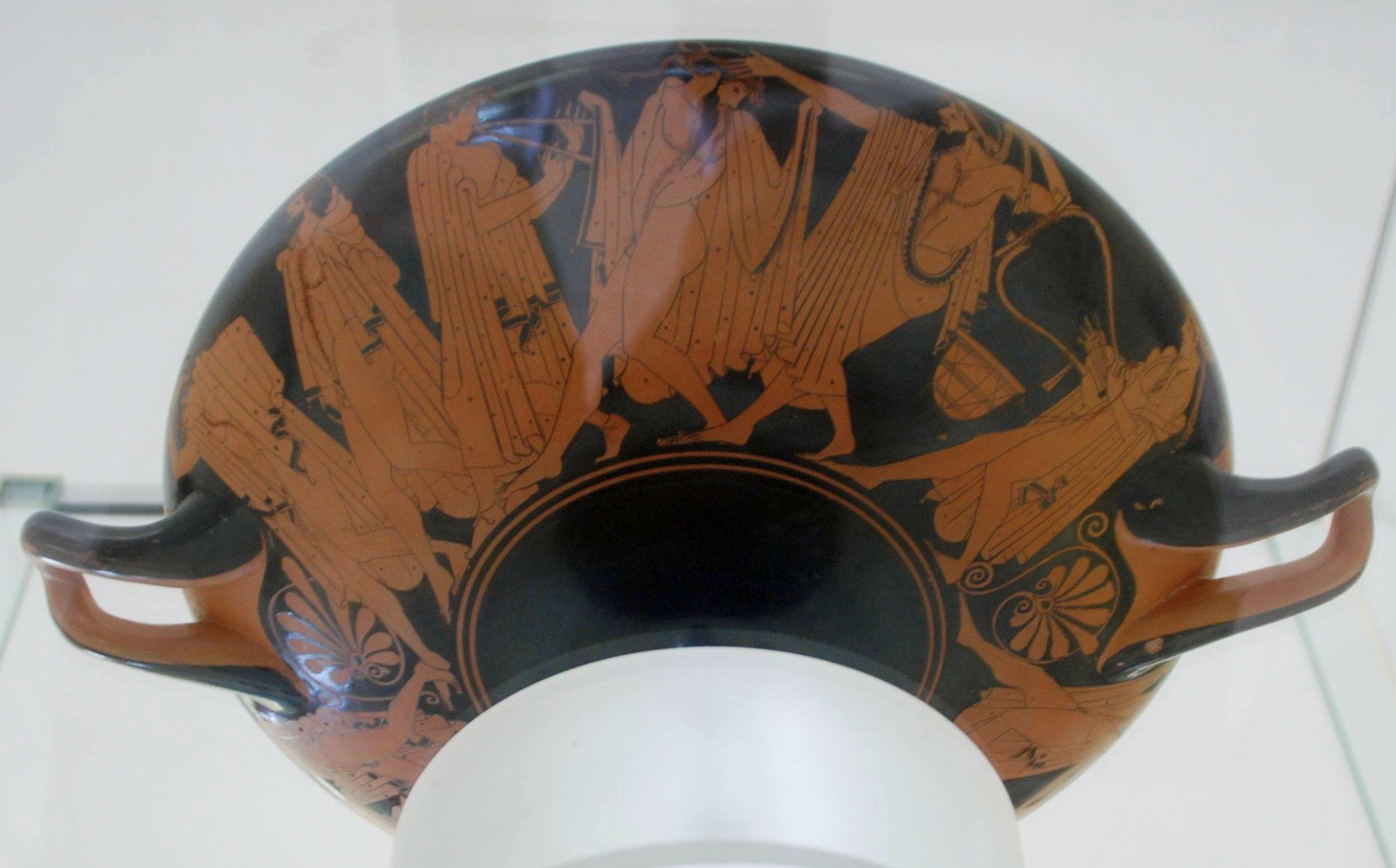
Extérieur de la coupe

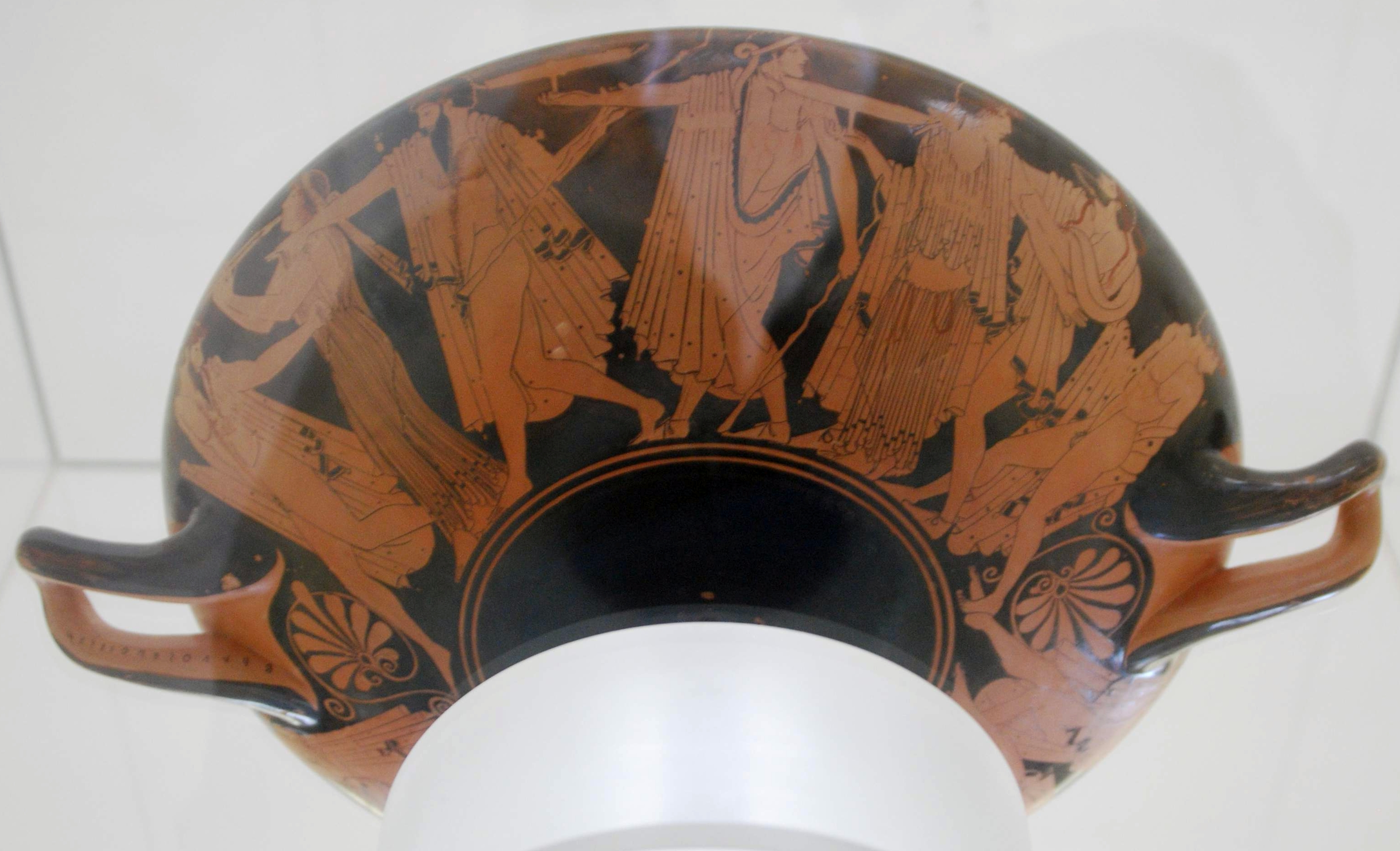
Extérieur de la coupe

L'image intérieure (tondo) représente un jeune participant à un symposion, qui vomit après le dernier plat. Utile et attentionné, une femme blonde tient sa tête. Puisque seules des prostituées étaient présentes à ces fêtes, il doit s'agir d'une hétaïre. Les deux personnes portent une couronne. Le garçon s'appuie également sur sa canne, qui est considérée comme un signe de loisir. Peut-être est-ce un jeune aristocrate. L'image est entourée d'un méandre. De telles installations n'étaient pas rares et faisaient partie d'un tel festin. L'extérieur montre une procession (komos) exubérante à la fin d'un symposion. Les participants soit nus, soit simplement vêtus d'une chlamyde, sont couronnées de feuilles de vigne, les manteaux sont décorés avec les points typiques du peintre de Brygos. Un d'entre eux joue de l'aulos, une flûte double, un autre du barbitos, instrument à cordes. Les participants du komos avancent avec des marches élancées. Certains détails, tels que les bandeaux et les couronnes, sont peints avec des pigments rouges.